# ریک جیمز
ریک جیمز (انگلیسی: Rick James؛ ۱ فوریهٔ ۱۹۴۸ – ۶ اوت ۲۰۰۴) یک موسیقی‌دان اهل ایالات متحده آمریکا بود.